# Закон мінімуму видів
Зако́н мі́німуму ви́дів — це парадокс солонуватих вод, відкритий Ремане (1934), закон, згідно з яким мінімум морських і прісноводних видів тварин спостерігається в солонуватій (близької до прісній воді) зоні (при солоності 5 — 8 ‰). У літературі відомий також під назвою «Ефект Ремане» («Arten-Minimum Remane»).